# Samthar
Samthar (Hindi सम्थार Samthār) ist eine Stadt im nordindischen Bundesstaat Uttar Pradesh.
Samthar liegt im Distrikt Jhansi 55 km nordöstlich der Distrikthauptstadt Jhansi.
Die Stadt war Hauptstadt des früheren Fürstenstaats Samthar.
Samthar besitzt als Stadt den Status eines Nagar Palika Parishad. Die Stadt ist in 25 Wards gegliedert. Beim Zensus 2011 hatte Samthar 22.455 Einwohner.